# Пасифика
Пасифика (англ. Pacifica) — прибрежный город в округе Сан-Матео в штате Калифорния в Соединённых Штатах Америки.
Согласно данным переписи населения США 2020 года число жителей города 
составляло 38 640 человек, что, для такого небольшого населённого пункта, существенно больше (+ 3.8%), чем было во время предыдущей переписи проводившейся в 2010 году (37 234 человек).

## История
В доколумбову эпоху на этих землях жили коренные американцы из народа олони.
В испанскую эпоху Пасифика была местом расположения миссии Сан-Педро-Вэлли (1786–1793), которая была распущена, когда Мексика (получив независимость) секуляризировала систему миссий.
Пасифика хорошо известна в регионе как популярное место для серфинга. Серферы и семьи часто посещают пляж Пасифика-Стейт, также известный как пляж Линда Мар. Пляж Рокавей — живописное место, предлагающее отдых, шопинг и рестораны. Пасифика также является популярным местом для пеших прогулок, с множеством троп, которые вьются вдоль пляжей и обрывов
Во время Второй мировой войны на территории вокруг нынешней зоны отдыха Sharp Park находился концентрационный лагерь для японских граждан, американцев японского происхождения и других «иностранных врагов». Профессор Стэнфордского университета Ямато Ичихаши провёл там шесть недель и описал это место в своих мемуарах.
22 ноября 1957 года сообщество было включено в реестр штата и Пасифика официально стал городом.
С середины XX века население города постоянно росло, за исключением 2010-х годов, когда число жителей уменьшилось на 3%.

## География
Город Пасифика раскинулся вдоль 6-мильного (9,7-километрового) участка песчаных прибрежных пляжей и холмов на севере центральной Калифорнии. Город состоит из нескольких небольших долин, расположенных между хребтом Суини на востоке, горой Монтара на юге и скалистыми утесами Тихого океана на западе.
Согласно данным представленным Бюро переписи населения США, общая площадь города составляет 12,59  (32,61 км2) из которых 12,58 квадратных мили (32,59 км2) приходится на сушу и 0,01 квадратных мили (0,02 км2 или 0.07%) занимает водная поверхность.

## Климат
В Пасифике теплый летний средиземноморский климат (по классификации климатов Кёппена — «Csb»), типичный для прибрежных районов Калифорнии.
Национальная метеорологическая служба поддерживает кооперативную метеостанцию в Пасифике с 1 ноября 1983 года. Согласно этим записям, средние температуры января колеблются от 45,8 до 56,7 °F (от 7,7 до 13,7 °C), а средние температуры сентября — от 53,9 до 71,8 °F (от 12,2 до 22,1 °C). В среднем 3,0 дня с максимумами 90 °F (32 °C) или выше и в среднем 0,2 дня с минимумами 32 °F (0 °C) или ниже.

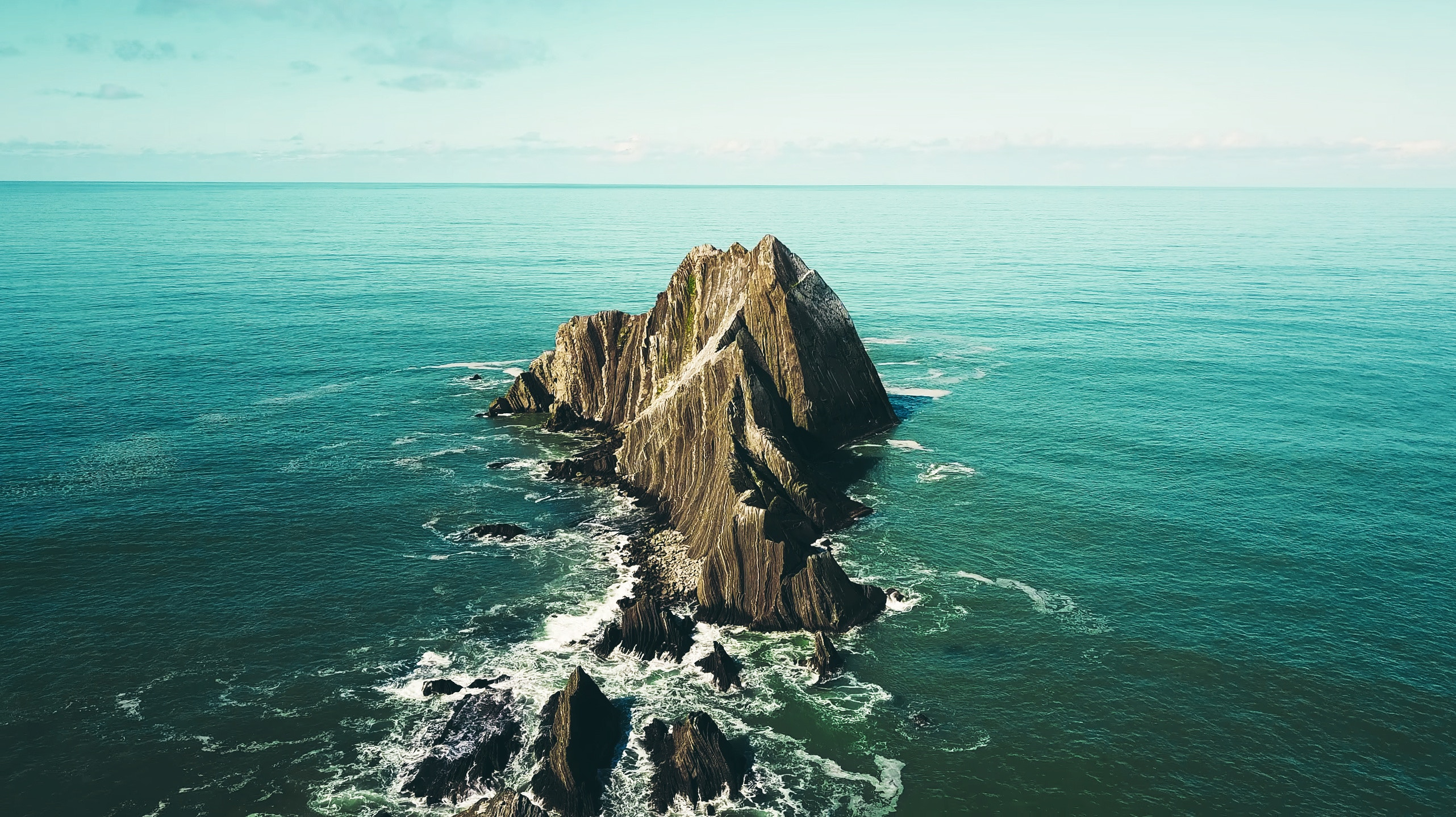
Сан-Педро-Рок

Самая высокая температура за всю историю наблюдений составила 102 °F (39 °C) 5 октября 1987 года, а самая низкая температура составила 23 °F (−5 °C) 22 декабря 1990 года.
Среднегодовое количество осадков составляет 30,29 дюймов (769 мм) и варьировалось от 15,88 дюймов (403 мм) в 1990 году до 43,17 дюймов (1097 мм) в 1996 году. Наибольшее количество осадков за один месяц составило 18,05 дюймов (458 мм) в феврале 1998 года, а наибольшее количество осадков за 24 часа составило 5,00 дюймов (127 мм) 27 декабря 2004 года.
В среднем в году бывает 66 дней с измеримыми осадками, большинство из которых выпадает с октября по май. Летние туманы часто вызывают легкую морось в ночные и утренние часы. Конденсация туманов также приводит к каплям тумана с деревьев ночью. С начала ведения записей не было зафиксировано ни одного измеримого снегопада. Юго-восточные части муниципалитета, такие как Парк Пасифика, известны тем, что они намного более солнечные, чем остальная часть города.